# Мирне (Роменський район)
Ми́рне (до 2024 року — Московське) — село в Україні, у Роменському районі Сумської області. Населення становить 824 осіб. Входить до складу Липоводолинської селищної громади.

## Географія
Село Мирне розташоване за 5 км від правого берегу річки Хорол. На відстані до 2 км розташовані села Перемога (село ліквідовано у 2008 р.), Весела Долина та селище Суха Грунь.
По селу тече струмок, що пересихає із загатою.
Поруч із селом прокладено газопровід Газопровід Уренгой — Помари — Ужгород та південна лінія нафтопроводу «Дружба».

## Історія
- Село Московське засноване наприкінці XIX ст.
- Село постраждало внаслідок геноциду українського народу, проведеного урядом СРСР 1923—1933 та 1946–1947 роках, кількість встановлених жертв — 86 людей[1].
- В роки Німецько-радянської Війни на території села відбувались бої Радянської армії з нацистами. Тривалий час село було захоплене Німецькою армією.
- До 2019 року орган місцевого самоврядування — Московська сільська рада.
- Після ліквідації Липоводолинського району 19 липня 2020 року село увійшло до Роменського району[2].
- 19 вересня 2024 року Верховна Рада підтримала перейменування села Московське на Мирне. 26 вересня 2024 року перейменування набуло чинності.[3]

## Населення

### Мова
Розподіл населення за рідною мовою за даними перепису 2001 року:
| Мова       | Відсоток |
| ---------- | -------- |
| українська | 99,39%   |
| російська  | 0,61%    |

## Економіка
- Птахо-товарна ферма. (Вже кілька років не працює).
- ТОВ «Надія».
- Молочно-товарні ферми, свиноферма, автопарк, олійниця та токове господарство, що знаходяться на території села та прилеглих населених пунктів не працюють і частково або повністю зруйновані.

## Соціальна сфера
- У 1960—1965 рр. було збудовано Мирненську загальноосвітню школу I—III ступенів.
- Будинок культури.
- Кілька магазинів.
- На території села знаходиться непрацюючий та напів зруйнований банно-пральний комплекс.
- У 2012 році було зруйновано кафе (колишня їдальня) та один з магазинів в центрі села.

## Уродженці села
- Гриценко В’ячеслав Валерійович — український військовик, учасник російсько-української війни[5].
- Таценко Микола Васильович — український військовик, учасник російсько-української війни[6][7][8]
- Синько Михайло Семенович — учасник Німецько-радянської війни, Герой Радянського Союзу.